# کما وایت
«کما وایت» (به انگلیسی: Coma white) (به معنی اغمای سفید) نام آخرین قطعهٔ آلبوم حیوانات مکانیکی از گروه مریلین منسون و یکی از تک‌آهنگ‌های آن آلبوم است که در سال ۱۹۹۹ منتشر شد.
ویدئوی «کما وایت»-که پخش آن از ۱۳ سپتامبر ۱۹۹۹ آغاز شد-یکی از پرمخاطب‌ترین کلیپ‌های شبکهٔ ام‌تی‌وی بوده‌است. در این ویدئو که صحنهٔ ترور سی و پنجمین رئیس جمهور آمریکا جان اف کندی را به تصویر می‌کشد مریلین منسون در نقش جان اف کندی و نامزدش رز مک‌گون در نقش ژاکلین کندی ظاهر شده‌اند.
شعر این ترانه که بیانگر دیدگاه مخالف منسون نسبت به مواد مخدر است باعث محبوب شدن این قطعه شد. در این آهنگ او افکار و خیالات دختری را توصیف می‌کند که در اثر مصرف مواد مخدر زندگی‌اش به تباهی رسیده و روی پلی ایستاده و قصد خودکشی دارد.
«کما وایت» بعداً در آلبوم ویدئویی خدا توی تلویزیونه (۱۹۹۹) و آلبوم‌های صوتی آخرین تور روی زمین (۱۹۹۹) و مبادا از یاد ببریم: بهترین‌های (۲۰۰۴) هم دوباره منتشر شد.

## ترجمه‌ی بخشی از متن ترانه
| برگردان پارسی | انگلیسی |
| --- | --- |
| قرصی برای بی‌حس کردنت قرصی برای احمق کردنت قرصی برای تبدیل کردنت به آدمی دیگه ولی هیچ کدوم از داروهای (قرص) این جهان، اون دختر رو از دستِ خودش نجات نمیده دهان او همانند شکافی تو خالی بود و منتظر مرگ بود همانند دختر بچه‌ای که همه‌ی عروسک‌هایش را از دست داده اشک می‌ریخت | A pill to make you numb A pill to make you dumb A pill to make you anybody else But all the drugs in this world won't save her from her self Her mouth was an empty cut And she was waiting to fall Just bleeding like a polaroid that Lost all her dolls |

## پی‌نوشت
1. ↑  تشبیه دهان به شکاف تو خالی یعنی حرفی برای گفتن ندارد